# Club Baloncesto Valladolid
|  | Aquest article tracta sobre el club de bàsquet fundat el 1976 i desaparegut el 2015. No s'ha de confondre amb el Club Baloncesto Ciudad de Valladolid (el club que es va fundar el 2015). |

El Club Baloncesto Valladolid és un club de bàsquet de la ciutat de Valladolid. Es va fundar el 31 d'agost de 1976, hereu de l'ADC Castilla. El 2015 va abandonar l'activitat esportiva per motius econòmics, i quedà en procés de liquidació després de passar un concurs de creditors.
És un històric de la Lliga ACB que des de la fundació de l'associació fins a la temporada 2007-08 va estar en totes les temporades en la categoria reina del bàsquet espanyol.

## Patrocinadors
El patrocinador ha canviat al llarg dels anys. En la temporada 1978-79, l'equip es va denominar Impala Tours, per a passar a ser anomenat la temporada següent i fins a 1982 Editorial Miñón. Llavors, des de 1983 fins a 2006 el patrocinador ha estat Fórum Filatélico Financiero, encara que en la temporada 92-93 l'equip es va dir Grupo Libro, que era una sucursal de Fórum. No obstant això, en 2006 l'escàndol financer del grup Fórum ha provocat que l'equip hagi hagut de buscar-se un altre patrocinador principal. Compta amb altres patrocinadors importants com Caja Duero, Renault, o El Árbol o Maxdata. El Grup immobiliari Capitol va patrocinar l'equip les temporades 06-07 i 07-08. La temporada 08-09, quan va baixar a LEB Oro, va competir sense patrocinador. En el retorn a l'ACB, la temporada 09-10, l'equip tingué el patrocinador Blancos de Rueda.
Des del 21 d'octubre de 2014, la multinacional MyWiGo va ser el patrocinador principal del club.

## Penyes
El CB Valladolid tenia tres penyes principals: la Penya Lalo García, denominada així per aquest jugador del club, la Penya El Canastón i el col·lectiu d'animació Pucelaikos. La mascota oficial era el goril·la Tripitongo, i també comptà amb un grup de cheerleaders.

## Historial (2007-2014)[2]
| Temporada         | Categoria | Posició | Balanç | Play-offs | Copa |
| Temporada 2007-08 | ACB       | 17a     | 11-23  | -         | -    |
| Temporada 2008-09 | LEB Or    |         |        | -         | -    |
| Temporada 2009-10 | ACB       | 13a     | 13-21  | -         | -    |
| Temporada 2010-11 | ACB       | 9a      | 18-16  | -         | -    |
| Temporada 2011-12 | ACB       | 18a     | 8-26   | -         | -    |
| Temporada 2012-13 | ACB       | 16a     | 12-22  | -         | -    |
| Temporada 2013-14 | ACB       | 18a     | 3-31   | -         | -    |